# Giulianova
Giulianova és un municipi italià, situat a la regió dels Abruços i a la província de Teramo. Fou fundada en 1471 per Giulio Antonio Acquaviva. L'any 2004 tenia 21.806 habitants.

## Fills il·lustres
- Gaetano Braga (1829-1907) compositor musical.
- Gabriele Tarquini (1962) pilot de Fórmula 1.

## Galeria

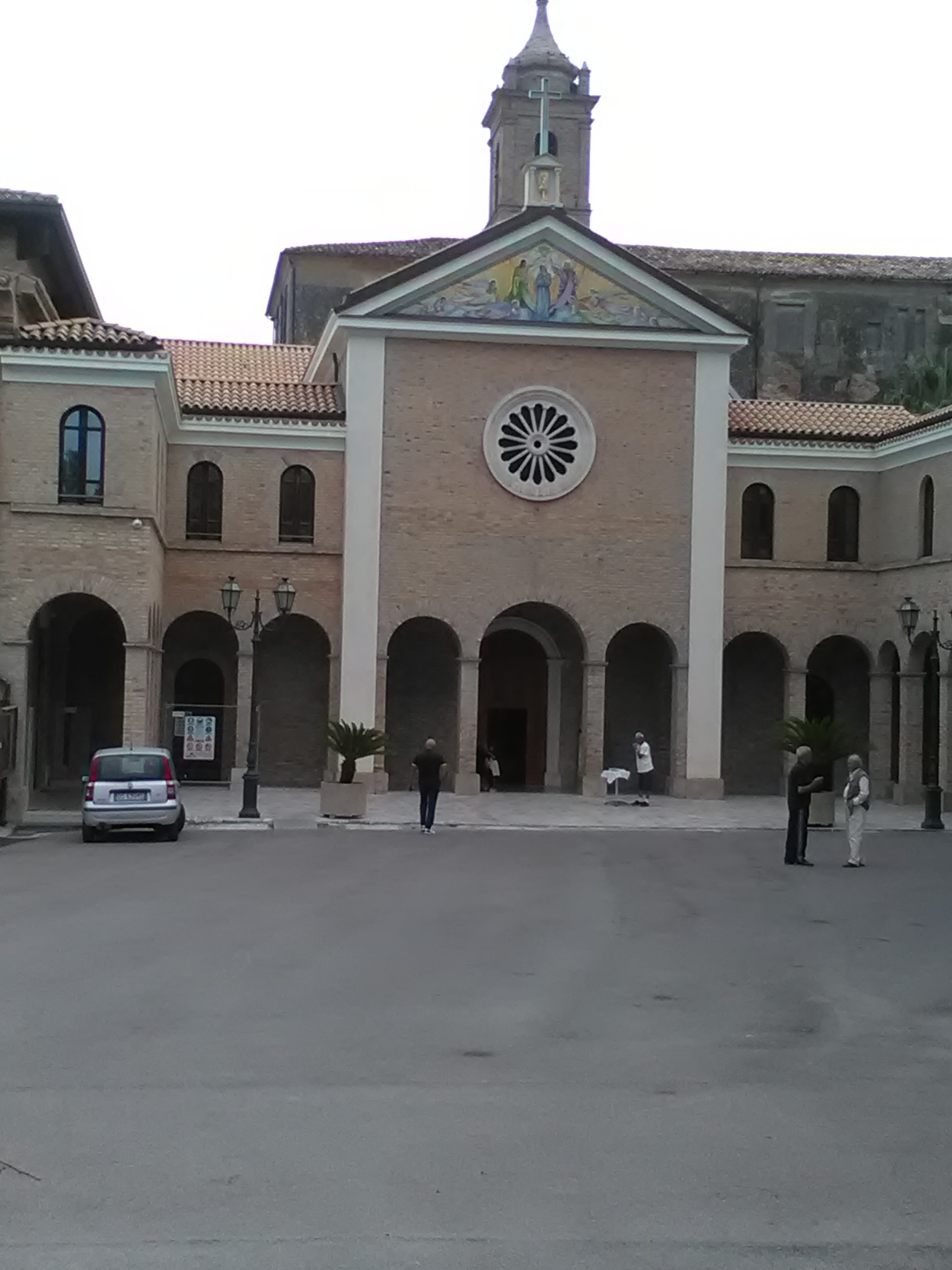
Santuari de Maria Santíssima de l'Esplendor
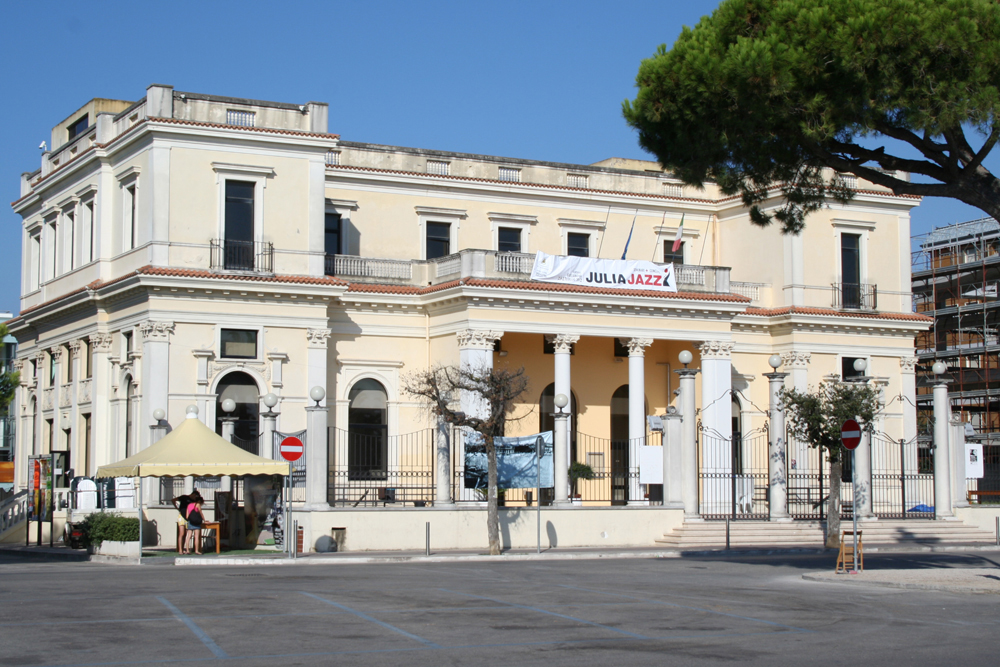
Palau Kursaal